# Целони-Виње (Казерта)
Целони-Виње је насеље у Италији у округу Казерта, региону Кампанија.
Према процени из 2011. у насељу је живело 122 становника. Насеље се налази на надморској висини од 444 м.